# Combi Terminal Twente
De Combi Terminal Twente BV (CTT) verlaadt en vervoert zeecontainers. Het overgrote deel van het containertransport vindt plaats over het water met speciale containerschepen. De CTT Terminal is gelegen aan het Twentekanaal, op het industrieterrein Twentekanaal in Hengelo (Overijssel). 
De terminal had een basispakket van 8.000 containers, maar CTT heeft fors uitgebreid naar 50.000 containers. Ook beschikt de terminal nu over een automatische ingangstraat en een nieuwe tweede containerkraan. Er bestaan nog plannen om het uit te breiden naar 100.000 containers en om containertreinen te laten rijden. Sinds 2012 is CTT ook actief in de Rotterdamse haven.
Combi Terminal Twente BV is een initiatief van Binnenlandse Container Terminals Nederland BV, Multimodal Container Service Meppel BV, Nijhof Wassink Transport BV en Bolk Container Transport BV.